# Carlferdinand Zech
Carlferdinand Zech (* 14. Dezember 1928 in Potsdam; † 16. September 1999 in Halle (Saale)) war ein deutscher Musikwissenschaftler, Komponist und Chorleiter.

## Leben
Zech besuchte die Franckeschen Stiftungen in Halle an der Saale. Von 1939 bis 1943 war er Mitglied des Stadtsingechors zu Halle. Danach besuchte er bis zum Abitur 1948 die Oberschule in Schönebeck (Elbe), wo Hans Naumilkat sein Lehrer war. In dieser Zeit leitete er den Volkschor und den Schulchor Schönebeck. Zech komponierte auch erste Bühnenmusikwerke. Von 1950 bis 1955 studierte er an der Hochschule für Musik Halle, wo Werner Gößling (Dirigieren), Fritz Reuter (Musiktheorie und Komposition) und Walther Siegmund-Schultze (Musikgeschichte) seine Lehrer waren. Seine Studien schloss er als Kapellmeister ab. Außerdem legte er das Staatsexamen in den Fächern Dirigieren und Musiktheorie ab.
Von 1955 bis 1959 war er Assistent am Institut für Musikwissenschaften der Martin-Luther-Universität Halle-Wittenberg. Im Anschluss leitete er bis 1968 den Stadtsingechor zu Halle, den er wiederaufbaute. Er installierte Chorklassen und gliederte den Chor an die Latina August Hermann Francke an. Von 1951 bis 1976 stand er dem Universitätschor Halle „Johann Friedrich Reichardt“ vor. Ab 1968 lehrte er Musiktheorie und Musikgeschichte an der Universität Halle-Wittenberg. 1972 wurde er mit der Dissertation A Die Solokonzerte von Dmitri Schostakowitsch. Untersuchungen über Aufbau der Werke und ihre ästhetische Wertung zum Dr. phil. promoviert. 1982 folgte die Dissertation B Die kompositorischen Gestaltungsmittel unseres Jahrhunderts als Gegenstand der Musiktheorie. Zech veröffentlichte mehrere musiktheoretische Beiträge und trat als Komponist hervor.
Sein Nachlass befindet sich seit 2013 in der Universitäts- und Landesbibliothek Sachsen-Anhalt.

## Werke (Auswahl)

### Instrumentalmusik
- Kleine Suite für Kammerorchester 1957
- 2 Sonatinen für Klavier 1958
- Holzbläser-Quartett 1959
- Kleine Suite 1959
- Vier kleine Stücke für Klavier 1960
- Festliche Musik für Kammerorchester 1961
- Preludio 1963
- Leuna II 1963
- Nonett für Bläser und Schlagwerk 1966
- Kleine Sinfonie für Jugendorchester 1968
- Divertimento für Streichorchester 1970
- Concertante Musik für Kammerorchester 1971
- Streichquartett 1977

### Vokalmusik
- Kantate vom neuen Menschen 1960
- Festkantate 1961
- Unser Jahr beginnt im Mai 1965
- Memlebener Kantate 1976

## Schriften (Auswahl)
- Mit Kurt Johnen: Allgemeine Musiklehre. 15., völlig neu bearbeitete Auflage. Reclam, Leipzig 1984.
- Tonsatzstudien. Funktionsharmonik, Liedbegleitung, Kontrapunkt. Deutscher Verlag für Musik, Leipzig 1988.